# Georges Benoît
Pour les articles homonymes, voir Georges Benoit (diplomate) et Benoît.
Georges Benoît, né le 27 novembre 1883 à Barcelone (Catalogne, Espagne) et mort en 1942 (date exacte et lieu non connus), est un directeur de la photographie, acteur et réalisateur français.
Ayant d'abord fait carrière aux États-Unis (de 1915 à 1928), il y est parfois crédité George Benoit ou Georges Benoit. En France (de 1929 à sa mort), il est quelquefois crédité G. Benoît ou simplement Benoît.

## Biographie
Georges Benoît débute aux États-Unis comme chef opérateur, sur cinq films muets de Raoul Walsh ; les deux premiers, sortis en 1915, sont Regeneration, avec James A. Marcus et Anna Q. Nilsson, puis Carmen (réputé perdu), avec Theda Bara ; les deux suivants sortent en 1916 (dont The Serpent, lui aussi réputé perdu, à nouveau avec Theda Bara), et le dernier en 1917.
En tout, il contribue à trente-neuf films américains muets (y compris des westerns), les deux derniers sortis en 1928 — l'ultime étant une coproduction américano-argentine —, après lesquels il regagne définitivement la France. Durant cette première période américaine, outre Raoul Walsh, il assiste notamment les réalisateurs John G. Adolfi, Christy Cabanne et James Young (ex. : Omar the Tentmaker en 1922, avec Virginia Brown Faire et Nigel De Brulier).
En 1929, Georges Benoît entame sa seconde période en France, sur Le Capitaine Fracasse (avec Pierre Blanchar et René Bergeron), film muet d'Alberto Cavalcanti et Henry Wulschleger, qu'il retrouvera tous deux par la suite. Il assiste aussi Maurice Tourneur (ex. : Les Deux Orphelines en 1933, avec Rosine Deréan et Renée Saint-Cyr), Sacha Guitry (ex. : Mon père avait raison en 1936, avec Sacha Guitry et Betty Daussmond), Marc Allégret (ex. : Gribouille en 1937, avec Raimu et Michèle Morgan), Marcel Pagnol (La Femme du boulanger en 1938, avec Raimu et Ginette Leclerc), Pierre Caron (ex. : L'Accroche-cœur en 1938, avec Jacqueline Delubac et Henri Garat), ou encore André Berthomieu (ex. : Les Nouveaux Riches en 1938, avec Raimu et Michel Simon), entre autres. Comme directeur de la photographie, il collabore à près de quarante films français ; ses deux derniers, réalisés par André Berthomieu, sortent en 1942, année présumée de sa mort.
En outre, Georges Benoît est occasionnellement acteur (des petits rôles généralement) dans douze films français, de 1929 à 1934, dont Le Capitaine Fracasse et Les Deux Orphelines pré-cités. Enfin, il est coréalisateur d'un film argentin en 1919, puis d'un film français en 1930 (seconde — donc dernière — expérience à ce titre).

## Filmographie
Comme directeur de la photographie, sauf mention contraire ou complémentaire

### Période américaine (1915-1928)

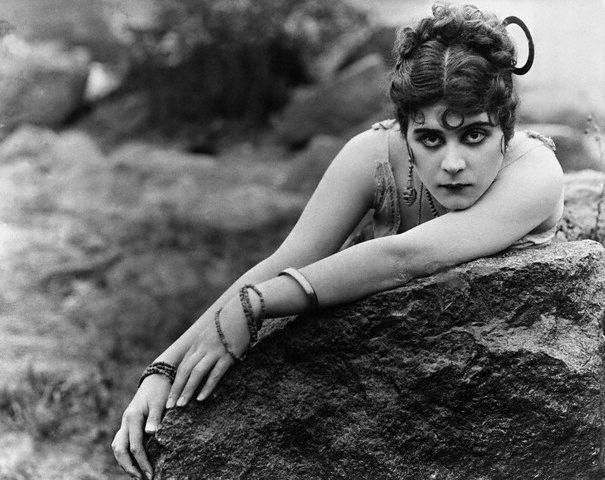
Theda Bara, dans Carmen (1915)

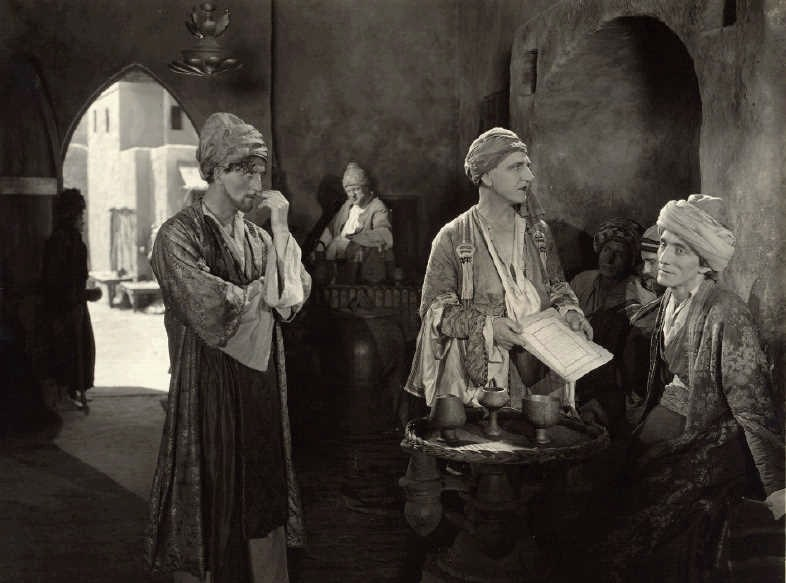
De gauche à droite (au 1er plan) :
non-identifié, Guy Bates Post et Nigel De Brulier, dans Omar the Tentmaker (1922)

(sélection ; films américains, sauf mention contraire)
- 1915 : Regeneration de Raoul Walsh
- 1915 : Carmen de Raoul Walsh
- 1916 : La Bête à misère (The Serpent) de Raoul Walsh
- 1916 : Blue Blood and Red de Raoul Walsh
- 1917 : The Honor System de Raoul Walsh
- 1919 : Juan sin ropa (film argentin ; réalisateur, conjointement avec Héctor Quiroza)
- 1920 : The Wonder Man (en) de John G. Adolfi
- 1920 : The Stealers de Christy Cabanne
- 1920 : Le Loup de dentelle (en) (On with the Dance) de George Fitzmaurice
- 1921 : Idle Hands de Frank Reicher
- 1921 : Live and Let Live de Christy Cabanne
- 1922 : Omar the Tentmaker de James Young
- 1923 : Wandering Daughters de James Young
- 1924 : Welcome Stranger de James Young
- 1925 : Le Pays maudit (The Bad Lands) de Dell Henderson
- 1925 : A Lover's Oath de Ferdinand P. Earle
- 1925 : Stop Flirting de Scott Sidney
- 1925 : The Scarlet West de John G. Adolfi
- 1926 : The Danger Girl d'Edward Dillon
- 1926 : Forbidden Waters d'Alan Hale
- 1926 : The Speeding Venus de Robert Thornby
- 1926 : Pals in Paradise de George B. Seitz
- 1926 : West of Broadway de Robert Thornby
- 1927 : Jewels of Desire de Paul Powell
- 1928 : The Wagon Show d'Harry Joe Brown
- 1928 : The Charge of the Gauchos (Una Nueva y gloriosa nación) d'Albert H. Kelley

### Période française (1929-1942)
(intégrale a priori)
- 1929 : Le Capitaine Fracasse d'Alberto Cavalcanti et Henry Wulschleger (+ acteur)
- 1930 : Fumées (réalisateur, conjointement avec André Jaeger-Schmidt)
- 1931 : Partir de Maurice Tourneur (+ acteur)
- 1931 : Une belle garce de Marco de Gastyne (+ acteur)
- 1932 : Fanny de Marc Allégret
- 1932 : Le Truc du Brésilien d'Alberto Cavalcanti (+ acteur)
- 1932 : Mon cœur balance de René Guissart
- 1932 : Au nom de la loi de Maurice Tourneur (+ acteur)
- 1932 : Coiffeur pour dames de René Guissart
- 1933 : Les Deux Orphelines de Maurice Tourneur (+ acteur)
- 1933 : La Margoton du bataillon de Jacques Darmont (+ acteur)
- 1933 : Le Grand Bluff de Maurice Champreux
- 1933 : Le Mari garçon d'Alberto Cavalcanti (+ acteur)
- 1933 : La Merveilleuse tragédie de Lourdes d'Henri Fabert (+ acteur)
- 1934 : L'Aristo d'André Berthomieu
- 1934 : Le Calvaire de Cimiez de Jacques de Baroncelli et René Dallière (+ acteur)
- 1934 : Votre sourire de Pierre Caron et Monty Banks (acteur uniquement)
- 1934 : Sidonie Panache d'Henry Wulschleger
- 1934 : L'Oncle de Pékin de Jacques Darmont (+ acteur)
- 1935 : Justin de Marseille de Maurice Tourneur
- 1935 : Princesse Tam Tam d'Edmond T. Gréville
- 1935 : Retour au paradis de Serge de Poligny
- 1935 : Marie des Angoisses de Michel Bernheim
- 1936 : La Tentation de Pierre Caron
- 1936 : Mon père avait raison de Sacha Guitry
- 1936 : Le Secret de Polichinelle d'André Berthomieu
- 1936 : Les Demi-vierges de Pierre Caron
- 1936 : Faisons un rêve de Sacha Guitry
- 1936 : Notre-Dame-d'Amour de Pierre Caron
- 1937 : Gribouille de Marc Allégret
- 1937 : Le Mot de Cambronne de Sacha Guitry (court métrage)
- 1938 : Les Nouveaux Riches d'André Berthomieu
- 1938 : La Femme du boulanger de Marcel Pagnol
- 1938 : La Route enchantée de Pierre Caron
- 1938 : L'Accroche-cœur de Pierre Caron
- 1939 : Monsieur Brotonneau d’Alexander Esway
- 1939 : Berlingot et Compagnie de Fernand Rivers
- 1942 : La Neige sur les pas d'André Berthomieu
- 1942 : Promesse à l'inconnue d'André Berthomieu